# Cerkiew św. Dymitra w Janówce
Cerkiew pod wezwaniem św. Dymitra – murowana prawosławna cerkiew parafialna w Janówce. Należy do dekanatu Terespol diecezji lubelsko-chełmskiej Polskiego Autokefalicznego Kościoła Prawosławnego.
Cerkiew wzniesiono w sąsiedztwie niewielkiej prawosławnej kaplicy w latach 1997–2000, przy pomocy finansowej Greckiego Kościoła Prawosławnego. Inicjatorką budowy była mieszkanka Janówki Anna Zaniuk. Poświęcenie obiektu miało miejsce w maju 2000 lub 20 maja 2001.